# Kepler-42d
Kepler-42 c, anteriormente designado KOI-961.03 y luego KOI-961 c, es un exoplaneta en órbita a Kepler-42 (antes conocida como KOI-961), una estrella localizada a unos 126 años luz (38,7 pc) del Sistema Solar, en la constelación de Cygnus. El sistema tiene al menos 3 planetas con tamaños entre el de Marte y el de Venus, y la estrella central es una enana roja. Los planetas fueron detectados el 11 de enero de 2012 usando el método de tránsito con la ayuda del telescopio espacial Kepler.
Kepler-42d sería un planeta con un radio de 0,57 veces el de la Tierra, 1,07 veces el radio de Marte, orbitando en menos de 1,87 días a aproximadamente 0,015 UA de su estrella madre, a una temperatura media de equilibrio de aproximadamente 175 °C.